# Namutumba (district)
Le district de Namutumba est un district d'Ouganda. Sa capitale est Namutumba.

## Histoire
Ce district a été créé en 2006 par séparation de celui d'Iganga.